# El Rahmanieh
El Rahmanieh, en arabe  الرحمانية, est ville de la Basse-Égypte, à 18 kilomètres nord-ouest de Damanhour, dans le gouvernorat de Beheira, sur la principale branche du Nil et à proximité d'une île à laquelle elle donne son nom.